# واقعية سحرية

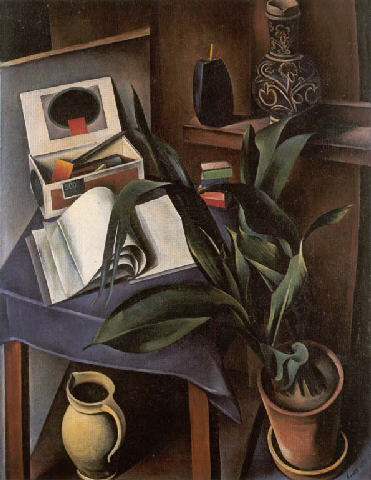

الواقعية السحرية أو العجائبية تقنية أدبية ظهرت في كثير من الأعمال
الروائية والقصصية في الأدب الألماني منذ مطلع الخمسينيات، و أدب أمريكا اللاتينية بعد ذلك، ثم وجدت طريقها إلى بعض الأعمال في آداب اللغات الأخرى.
وأشهر من كتب عنها من الكتاب، خورخي لويس بورخيس وغابرييل غارثيا ماركيث، وتقوم هذه الواقعية على أساس مزج عناصر متقابلة في سياق العمل الأدبي، على أن تكون متعارضة مع قوانين الواقع التجريبي فتختلط الأوهام والمحاولات و التصورات الغريبة بسياق السرد، الذي يظل محتفظا بنبرة حيادية موضوعية كتلك التي تميز التقرير الواقعي.
وتوظف هذه التقنية عناصر فنتازية كقدرة الشخصية الواقعية على السباحة في الفضاء، والتحليق في الهواء وتحريك الأجسام الساكنة بمجرد التفكير فيها، أو بقوى خفية بغرض احتواء الأحداث السياسية الواقعية المتلاحقة، وتصويرها بشكل يذهل القارئ ويربك حواسه فلا يستطيع التمييز بين ما هو حقيقي وما هو خيالي، وتستمد هذه العناصر من الخرافات والحكايات الشعبية والأساطير و عالم الأحلام والكوابيس.
وفي حكايات ألف ليلة و ليلة توظيف فطري للواقعية السحرية، مثل ما نجده في قصص الجان، و البساط السحري، و مصباح علاء الدين.

## بداية الواقعية السحرية
في العام 1925 نظم مجموعة من الفنانين معرضا في مدينة مانهايم في ألمانيا، ضم 130 عمل فني لـ 32 فنان، وكان أحد زواره الصحفي والناقد الفني الألماني فرانك روه، وأطلق عليه مسمى الواقعية السحرية، وهو أول من أطلق هذا الوصف على ذلك النوع من الفنون، ليحل بعدها تيار الواقعية السحرية محل الحركة التعبيرية، وازدهر في ألمانيا في فترة مابين الحربين العالميتين.
واعتبر كل من ماكس بيكمان، جورج غروسز، كريستيان شاد، كونراد فيليكمولر وأورتو ديكس من أوائل المؤسسين للواقعية السحرية في ألمانيا.

## أهم مؤلفات الواقعية السحرية
- المجموعة القصصية (الألف) لخورخي لويس بورخيس
- مئة عام من العزلة لغابرييل غارثيا ماركيث
- رواية السيد الرئيس لإيزابيل الليندي
- رواية دون كازمورو لماشادو ده أسيس[1]